# Shanghai Open 1997 - Qualificazioni doppio
Le qualificazioni del doppio  dello  Shanghai Open 1997 sono state un torneo di tennis preliminare per accedere alla fase finale della manifestazione. I vincitori dell'ultimo turno sono entrati di diritto nel tabellone principale. In caso di ritiro di uno o più giocatori aventi diritto a questi sono subentrati i lucky loser, ossia i giocatori che hanno perso nell'ultimo turno ma che avevano una classifica più alta rispetto agli altri partecipanti che avevano comunque perso nel turno finale.
Le qualificazioni del doppio del torneo Shanghai Open 1997 prevedevano 4 coppie partecipanti di cui una è entrata nel tabellone principale.

## Teste di serie
1. Satoshi Iwabuchi /  Takao Suzuki (Qualificati)

1. Oleg Ogorodov /  Dmitrij Tomaševič (primo turno)

## Qualificati
1. Satoshi Iwabuchi  /   Takao Suzuki

## Tabellone

### Legenda
| - Q = Qualificato - WC = Wild card - LL = Lucky loser | - ALT = Alternate - SE = Special Exempt - PR = Protected Ranking | - w/o = Walkover - r = Ritirato - d = Squalificato |

|  | Primo turno | Primo turno                     | Primo turno                     | Primo turno | Primo turno |  |  | Ultimo turno | Ultimo turno                  | Ultimo turno                  | Ultimo turno | Ultimo turno |  |
|  |             |                                 |                                 |             |             |  |  |              |                               |                               |              |              |  |
|  | 1           | Satoshi Iwabuchi Takao Suzuki   | 1                               | 6           | 6           |  |  |              |                               |                               |              |              |  |
|  |             | Yu Zhang Yu Zheng               | 6                               | 1           | 2           |  |  | 1            | Satoshi Iwabuchi Takao Suzuki | Satoshi Iwabuchi Takao Suzuki | 6            | 6            |  |
|  |             | Filip Dewulf Alexander Volkov   | Filip Dewulf Alexander Volkov   | 6           | 6           |  |  |              | Filip Dewulf Alexander Volkov | Filip Dewulf Alexander Volkov | 3            | 2            |  |
|  | 2           | Oleg Ogorodov Dmitrij Tomaševič | Oleg Ogorodov Dmitrij Tomaševič | 4           | 4           |  |  |              |                               |                               |              |              |  |